# Ізидор Ґорецький
Ізидор Ґорецький (англ. Isidore Goresky; 25 листопада 1902, Барбівці, Герцогство Буковина, Австро-Угорщина — 22 лютого 1999, Вайт-Рок, Британська Колумбія, Канада) — канадський політик, учитель, шкільний інспектор та фермер українського походження. Член Законодавчих зборів Альберти в 1930—1935 роках.

## Ранні роки
Ізидор Ґорецький народився 25 листопада 1902 року в селі Барбівці (нині Брусниця) на Буковині. Його сім'я емігрувала до Канади в 1905 році. Вони спочатку зупинилися в Стоуні-Маунтіні, Манітоба. Ізидор жив у місті до 1918 року, коли його батько Василь придбав ферму в шести милях на північний захід від населеного пункту.
Ґорецький спочатку працював фермером і ходив до шкіл у різних населених пунктах навколо. У 1917 році він безуспішно намагався увійти до Армії Канади. Восени 1918 року розпочав викладати і працював протягом чотирьох місяців. Згодом, у 1920 році, вступив до філософського факультету Манітобського університету, а пізніше навчався в нормальній школі (a normal school) у Брендоні, яку завершив 1922 року.
Надалі Ґорецький працював на різних учительських роботах, поки в 1926 році не здобув ступінь бакалавра мистецтв Манітобського університету й не емігрував до Альберти, де працював шкільним директором у Смоукі-Лейку. Він безуспішно намагався продовжити навчання в Манітобському університеті, щоб здобути ступінь магістра, проте натомість вступив до університету Альберти. У 1929 році він здобув ступінь магістра мистецтв.

## Політична кар'єра
Ґорецький боровся за місце в Законодавчих зборах Альберти на виборах 1930 року у списку «Об'єднаних фермерів Альберти» від виборчого округу Вітфорд. Він переміг інших кандидатів, набравши понад 70 % голосів в окрузі.
1935 року Ґорецький знову боровся за місце в парламенті, проте зазнав поразки від кандидата від Соціальної кредитної партії, також етнічного українця Вільяма Томина. Ґорецький посів третє місце, обігнавши ще одного українця — Андрія Шандро.

## Громадська діяльність
Після поразки на виборах Ґорецький переїхав до Едмонтона. У 1935—1936 роках працював ректором Українського інституту імені Михайла Грушевського в Едмонтоні.
Під час Другої світової війни, в 1942—1945 роках, Ґорецький служив у Повітряних силах Канади.
У повоєнний період продовжував працювати в освітній сфері, зокрема, у провінції Альберта обіймав посаду шкільного інспектора. У 1966—1968 роках був заступником директора відділу програм Міністерства освіти Альберти. Був почесним членом Альбертського учительського товариства, учасник Союзу українських самостійників, Клубу українських професіоналістів та підприємців.
Ґорецький також займався дослідженням історії української еміграції в Канаді. Зокрема, Ґорецький був співредактором праці «Українські піонери Альберти», редактором збірників Товариства українських піонерів Альберти. Також він переклав історію «Українсько-канадського архіву-музею Альберти».
1986 року переїхав до Вайт-Рока в Британській Колумбії. Там помер 22 лютого 1999 року. Похований у місті Суррей.

## Родина
Був одружений із Анною Палей (1902—1993).